# パトロネジ
パトロネジ (patronage) とは、文化人類学における分析概念の一つ。
パトロン（親分、保護者）とクリエンテス（子分、被護者）という非対称的立場に立つ両者の私的な相互依存関係をさす。
高い官職についているなどして大きな影響力を持つ有力者であるパトロンがクリエンテスに対して様々な便宜を与え、他方でクリエンテス側もパトロンに対して奉仕を行うといった関係。血縁関係のみに依存する社会からは脱却しているものの、未だ中央集権的機構が未発達な社会において生じやすいとされる。